# Nokia 215
Nokia 215 је двопојасни GSM телефон са ознаком Nokia компаније Microsoft Mobile. Телефон је доступан у црној, белој и светло зеленој боји.  
Nokia 215 има VGA камеру, спикерфон, репродукцију мултимедије, MMS поруке, веб прегледач и клијент е-поште. Такође има унапред учитане Facebook и Twitter апликације, као и веб претраживач Opera Mini, а такође садржи и Microsoft-ове услуге попут уграђеног Bing-а и MSN Weather-а. 
Телефон може да преузима друге апликације и игре помоћу унапред инсталиране продавнице мобилних апликација.
Време разговора са батеријом је до 20 сати, а у режиму мировања 29 дана.  Његове димензије су 116 x 50 x 12,9 мм, а користи 2G мрежну инфраструктуру, а активира се путем мини-СИМ-а. Телефон омогућава складиштење до 1000 контаката у свом адресару.
Nokia 215 је представљена потрошачима у првом кварталу 2015. на Блиском истоку, у Африци, Азији и Европи. 